# Ivan Andrejevics Krilov
Ivan Andrejevics Krilov (Иван Андреевич Крылов) (Moszkva, 1769. február 13. – Szentpétervár, 1844. november 21.) orosz költő, író.

## Élete és munkássága
Szegényebb katona családból származik. Gyermekként vállal hivatalnoki állást. Autodidakta módon tanult. Tizenhárom évesen írta első vígoperai librettóját. 1782-ben Szentpétervárra került, ahol aktívan részt vett az irodalmi színház életében és a Kofejnyica című librettót írta. 1789-ben Pocsta duhov címmel szatirikus folyóiratot indított, ami rövid időn belül megszűnt. 1792-ben Zrityel címmel újraindította. Szatirikus, flegmatikus nyelvezete nyelvezete jól illett piknikus alkatával. A korszak vezető személyeinek kifigurázása következtében hosszú évekig rendőri felügyelet alatt állt. 1804-től kezdte írni verses állatmeséit. 1810-től csaknem haláláig a Cári Közkönyvtár munkatársa lett. Életműve két szakaszra osztható, 1789-től a szatirikus írásai, majd 1804-től verses állatmeséi. A verses állatmesék műfajában talált magára, munkáit még életében, 1843-ban kilenc kötetbe rendezték. Elődje (Aiszóposz, Phaedrus, Jean de La Fontaine és az orosz Ivan Dmitrijev) tematikáján alapuló munkája szereplői új életre keltek. Kialakított stílusa utánozhatatlannak bizonyult. Az élőbeszéd, a dialógus törvényszerűségein épülnek fel meséi. Igen sok állatmeséje politikai ihletésű.
1841-ben a szentpétervári Orosz Tudományos Akadémia rendes tagja lett.

## Magyarul
- Válogatott mesék; ford. Szabó Lőrinc, ill. Reich Károly; Ifjúsági, Bp., 1952